# موجود سه‌بعدی
موجود سه‌بعدی (به هندی: Creature 3D) فیلمی محصول سال ۲۰۱۴ و به کارگردانی ویکرام بات است. در این فیلم بازیگرانی همچون بیپاشا باسو، عمران عباس نقوی، موکول دو و دیپاج رانا ایفای نقش کرده‌اند.